# Tehilla Blad
Tehilla Israelle Maja Chloe Blad, född 5 september 1995 i Ärentuna församling i Uppsala län, är en svensk skådespelare, sångare och dansare.

## Biografi
Tehilla Blad är nummer sex i en syskonskara på åtta som alla håller på med teater, musik och dans. År 2008 gick syskongruppen som kallar sig BBx8 [BB gånger åtta] till semifinal i Talang på TV4. År 2010 var hon med i Kanal 5:s TV-serie Sveriges skönaste familjer tillsammans med hela familjen Blad.
Blad är utbildad balettdansare på Kungliga Svenska Balettskolan i Stockholm där hon gick mellan åren 2005 och 2015. Mellan 2017 och 2018 utbildade hon sig på Skara skolscen i skådespeleri. Hon är även utbildad mimskådespelare på Stockholms konstnärliga högskola och tog examen våren 2022.

### Karriär
Blads första filmroll var i SVT:s dramaserie Kvalster som visades 2005. Hon har därefter medverkat i både barn- och vuxenfilmer/TV-serier, bland annat Ella på två ställen (SVT) och Dra mig baklänges! (SVT). Hon gjorde även rollen som Lisbeth Salander som barn i dramatiseringen av Millennium-serien.
Hösten 2009 axlade Blad en större roll i Pernilla Augusts film Svinalängorna, där hon tillsammans med Noomi Rapace spelar huvudpersonen Leena (dåtid respektive nutid). För den rollen nominerades Blad till en Guldbagge 2011 för bästa kvinnliga biroll. Juryns val föll till slut på Outi Mäenpää som spelade Leenas mamma Aili i Svinalängorna.
År 2012 medverkade Blad i filmatiseringen av den norske nobelpristagaren Knut Hamsuns roman Victoria med bland andra Bill Skarsgård i en av huvudrollerna. Filmen hade premiär i Norge 2013. Samma år var Blad även med i inspelningen av det norska kriminaldramat Øyevitne där hon spelade Zana. TV-serien hade premiär i skandinavisk TV hösten 2014.
Hösten 2016 gjorde Blad sin debut som musikalartist i rollen som Meg i The Phantom of the Opera på Cirkus i Stockholm med Peter Jöback i titelrollen.
År 2022 medverkade hon i TV-serien Nattryttarna i regi av Molly Hartleb och Julia Lindström, där hon spelade lillasystern Agnes.  Hon medverkade även i Maria Wern säsong 8 och säsong 9.
År 2023 spelade hon huvudrollen i familjemusikalen Johanna på Uppsala Stadsteater. Pjäsen bygger på Danny Wattins bok Pojken i trädkojan.

## Filmografi
| År   | Titel                              | Roll                 | Not      |
| ---- | ---------------------------------- | -------------------- | -------- |
| 2005 | Kvalster                           | Isabelle             | TV-serie |
| 2006 | Dra mig baklänges!                 | forntidsbarn         | TV-serie |
| 2009 | Män som hatar kvinnor              | ung Lisbeth Salander |          |
| 2009 | Flickan som lekte med elden        | ung Lisbeth Salander |          |
| 2009 | Luftslottet som sprängdes          | ung Lisbeth Salander |          |
| 2010 | Svinalängorna                      | Leena som barn       |          |
| 2013 | Victoria                           | Anna                 |          |
| 2013 | Øyevitne                           | Zana                 | TV-serie |
| 2022 | Nattryttarna                       | Agnes Lund           | TV-serie |
| 2023 | Maria Wern – Vinna eller försvinna | Iris                 | TV-serie |
| 2023 | Maria Wern – Jacqueline            | Iris                 | TV-serie |
| 2023 | Maria Wern – Plats 89              | Iris                 | Tv-serie |
| 2023 | Maria Wern – Ett tidigare liv      | Iris                 | TV-serie |

## Teater

### Roller
| År   | Roll     | Produktion                                                                     | Regi              | Teater              |
| ---- | -------- | ------------------------------------------------------------------------------ | ----------------- | ------------------- |
| 2016 | Meg Giry | The Phantom of the Opera Andrew Lloyd Webber, Charles Hart och Richard Stilgoe | Harold Prince     | Cirkus, Stockholm   |
| 2023 |          | Boll? Boll. Boll!                                                              | Josefin Lennström | Mittiprickteatern   |
| 2023 | Johanna  | Johanna                                                                        | Aksel Morisse     | Uppsala Stadsteater |

## Utmärkelser
| År   | Utmärkelse | Resultat  | Kategori               | Arbete        |
| ---- | ---------- | --------- | ---------------------- | ------------- |
| 2011 | Guldbaggen | nominerad | Bästa kvinnliga biroll | Svinalängorna |